# Prvenstvo BLP 1937-1938
Il Prvenstvo Beogradskog loptičkog podsaveza 1937./38., in cirillico Првенство Београдског лоптичког подсавеза 1937./38., (it. "Campionato della sottofederazione calcistica di Belgrado 1937-38") fu la diciannovesima edizione del campionato organizzato dalla Beogradski loptački podsavez (BLP).
Questa fu la quinta edizione del Prvenstvo BLP ad essere di seconda divisione, infatti le migliori squadre belgradesi militavano nel Državno prvenstvo 1937-1938, mentre i vincitori sottofederali avrebbero disputato gli spareggi per la promozione al campionato nazionale successivo.
A divenire campione della BLP fu lo Šparta Zemun, al suo terzo titolo nella sottofederazione, che ebbe così l'accesso alle qualificazioni al Državno prvenstvo 1938-1939.

Il campionato era diviso era diviso fra le squadre di Belgrado città (divise in più classi, razred) e quelle della provincia (divise in varie parrocchie, župe). La vincitrice della 1. razred disputava la finale sottofederale contro la vincente del campionato provinciale.

## Prima classe "A"

### Classifica
|                   | Pos. | Squadra                      | Pt | G  | V  | N | P  | GF | GS | QR    |
| ----------------- | ---- | ---------------------------- | -- | -- | -- | - | -- | -- | -- | ----- |
|                   | 1.   | Šparta Zemun                 | 33 | 18 | 15 | 3 | 0  | 78 | 23 | 3,391 |
|                   | 2.   | Vitez Zemun                  | 24 | 18 | 8  | 8 | 2  | 34 | 19 | 1,789 |
|                   | 3.   | Obilić                       | 23 | 18 | 9  | 5 | 6  | 40 | 33 | 1,212 |
|                   | 4.   | Radnički Belgrado            | 19 | 18 | 7  | 5 | 6  | 37 | 32 | 1,156 |
|                   | 5.   | BUSK Belgrado                | 18 | 18 | 8  | 2 | 8  | 35 | 42 | 0,833 |
|                   | 6.   | Električna centrala Belgrado | 16 | 18 | 6  | 4 | 8  | 40 | 39 | 1,025 |
|                   | 7.   | ZAŠK Zemun                   | 15 | 18 | 6  | 3 | 9  | 27 | 36 | 0,750 |
|                   | 8.   | Grafičar Belgrado            | 15 | 18 | 7  | 1 | 10 | 22 | 43 | 0,511 |
|                   | 9.   | Sloga Belgrado               | 12 | 18 | 5  | 2 | 11 | 24 | 41 | 0,585 |
|                   | 10.  | Čukarički                    | 5  | 18 | 1  | 3 | 14 | 14 | 45 | 0,311 |
| Fonte: exyufudbal |      |                              |    |    |    |   |    |    |    |       |

Legenda:
      Campione della BLP.
  Ammesso alle qualificazioni al Campionato nazionale 1938-39.
      Retrocessa nella classe inferiore
Note:
Due punti a vittoria, uno a pareggio, zero a sconfitta.

## Classi inferiori
Nella stagione 1937-38, i campionati della città di Belgrado contavano 67 squadre divise in cinque classi:
- 10 squadre in 1.A razred
- 10 squadre in 1.B razred
- 20 squadre in 2. razred (10 nel gruppo Sava e 10 nel gruppo Drava)
- 17 squadre in 3. razred (9 nel gruppo Drina e 8 nel gruppo Morava)
- 10 squadre in 4. razred (5 nel gruppo Ibar e 5 nel gruppo Dunav)[3]

### 1.B razred
```
   Squadra                         G   V   N   P   GF  GS  Q.Reti  Pti
1  Borac                           18  11  3   4   41  23  1,783   25 (promosso in 
1.A razred
)
2  
Balkan
                          18  10  3   5   32  24  1,333   23
3  
Slavija
                         18  9   4   5   34  27  1,259   22
4  
Palilulac
                       18  8   4   6   35  29  1,207   20
5  Brđanin                         18  8   2   8   29  29  1,000   18
6  Sparta                          18  7   3   8   46  42  1,095   17
7  Ruski SK                        18  6   4   8   33  34  0,971   16
8  
Srpski mač
                      18  5   4   9   29  37  0,784   14
9  
Železničar
                      18  4   5   9   24  32  0,750   13
10 
Dušanovac
                       18  5   2   11  22  48  0,458   12
```